# Glympis
Glympis é um gênero de traça pertencente à família Arctiidae.